# 운정호수공원
운정호수공원은 경기도 파주시 와동동 일원 운정신도시의 중앙에 위치한 724,937m2의 공원이다.

## 명칭
공원의 상당 면적을 차지하는 호수의 이름을 따와 전체 공원의 명칭으로 삼았는데, 주민과 기관들은 '가온호수', '소치호수', '중앙호수' 등으로 다양하게 불렀다. 이에 따라 파주시에서는 2012년 지명위원회를 열고 호수공원의 명칭을 운정호수공원으로 정했다.

## 특징
신도시 개발 이전에 있던 작은 규모의 저수지와 신도시 동쪽의 경의선 철로를 따라 흐르는 소리천 등을 연계 개발하여 큰 규모의 공원 시설로 조성하였으며 본래있던 야산, 저수지, 유적지, 경사로 등을 크게 훼손하지 않은 자연 친화적 공원이다. 운정신도시의 다른 공원들과 육교 등을 통해 모두 연결되어 신도시에 조성된 공원들의 중심 역할을 수행하며, 도시 곳곳을 흐르는 인공 실개천을 포함한 물순환시스템의 핵심 역할도 맡는다. 평상시에는 친수 도시공원으로 이용되며, 장마철에는 홍수를 조절하는 기능도 수행한다.

## 주요 시설
- 황조롱이 : 황조롱이를 형상화한 인공 식물섬.
- 스카이 브릿지 : 공원을 횡단하는 고가 다리.
- 에코토리움 : 호수 경관 제공과 전시와 학습공간.
- 테라스가든 : 화초가 자라는 100개의 테라스.
- 아쿠아프라자 : 워터스크린이 설치돼 있는 1천석 규모의 공연장.
- 공릉폭포 : 파주삼릉 중 공릉의 이름을 따온 인공 폭포.
- 수변카페 :
- 파크골프장 : 소리천 쪽에 조성된 다양한 연령층을 위한 소규모 골프장.
- 충열의 집 : 전주이씨 상원군 이세령 가문 충신열녀 정려편액이 보존된 곳. 향토유적 제 21호.
- 유비파크 : 운정신도시 홍보관, 파주시 도시정보센터가 위치.